# Zschippach

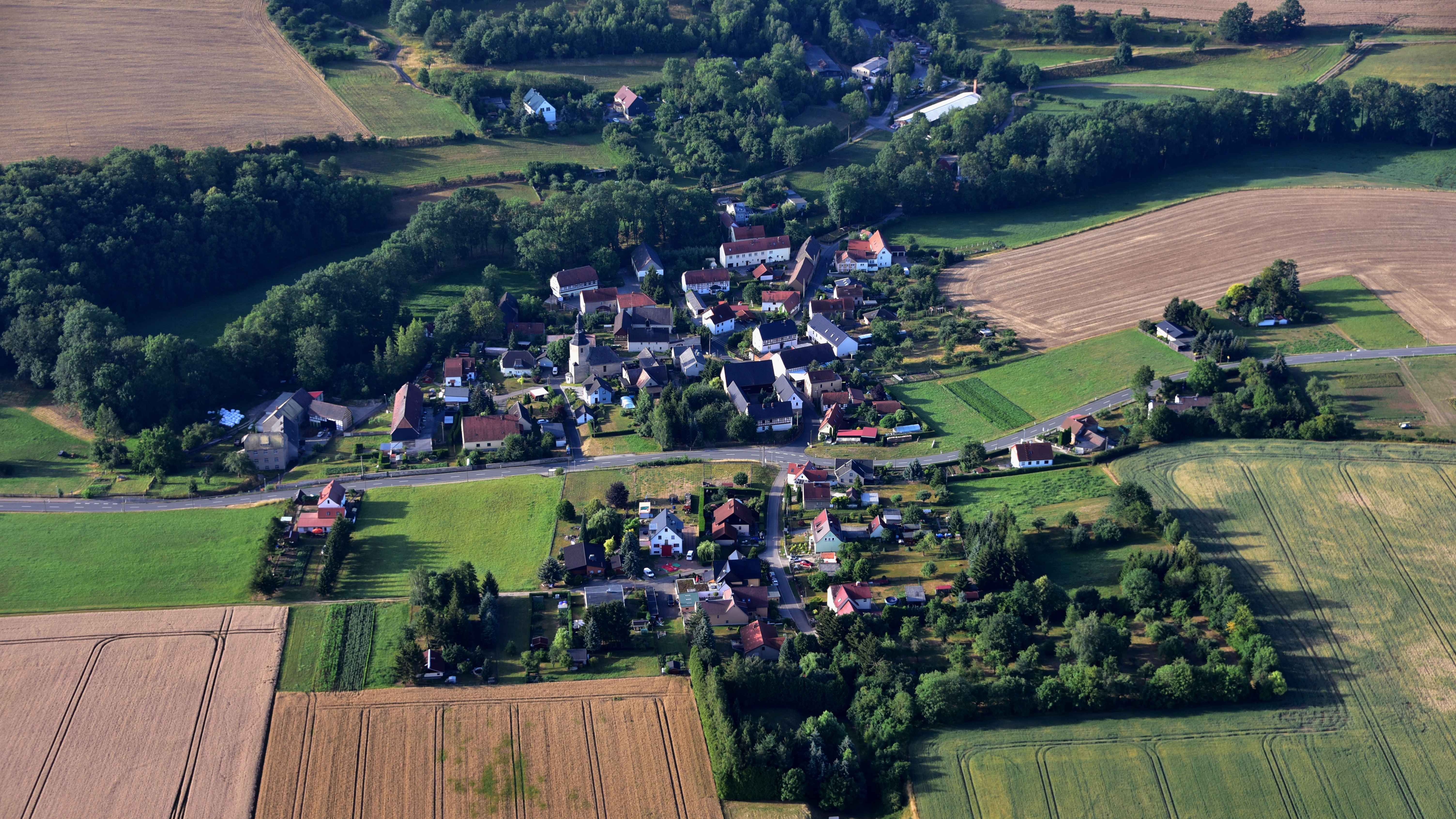
Zschippach, Luftaufnahme (2018)

Das frühere Herrenhaus Zschippach

Zschippach ist ein Ortsteil von Brahmenau in der Verwaltungsgemeinschaft Am Brahmetal im thüringischen Landkreis Greiz.

## Lage
Der Ort liegt im Ronneburger Acker- und Bergbaugebiet nordöstlich von Gera. In unmittelbarer Nähe befinden sich die Orte Brahmenau, Wüstenhain, Dorna und Schwaara. Durch das Dorf fließt die Brahme, ein kleiner Nebenfluss der Weißen Elster.

## Geschichte
Zschippach hat einen sorbischen Ursprung und wurde 1333 erstmals urkundlich erwähnt. Im Dreißigjährigen Krieg brannte 1645 der Kirchbau ab. Sie war ein kleiner, einfacher, erst 1533 errichteter Bau. Vorher gab es eine kleine Gutskapelle. Der Neubau der jetzigen Kirche erfolgte 1648, der Kirchturm mit Barockaufbau und Triumphbogen folgte 1722, die Ausmalung 1751 und das Glasbild im Ostfenster hinter dem Altar 1892. Für das Kirchenspiel Dorna mit Zschippach gab es ein Kirchenpatronat. Realpatron wurde, wer das Rittergut besaß. Das Rittergut Zschippach befand sich seit 1667 im Besitz der Familie von Ende und kam 1714 an von Koppy, 1747 an die Familie von Zehmen. Carl v.Z wandelte 1813 das Rittergut in ein Fideikommiss um und wurde 1814 in der Gruft im Turme beigesetzt. Es handelte sich hier um ein landtagsfähiges Rittergut. Des Weiteren war mit dem Besitz des Rittergutes die Patrimonialgerichtsbarkeit in Form der Erbgerichtsbarkeit über Zschippach und einzelne Lehnsleute in Dorna, Waaswitz und Wernsdorf verbunden. Bereits 1840 schaffte Friedrich von Zehmen für die Einwohner die „Frohnen, Lehen und Triften“ ab. Sein Erbe wurde sein Sohn Hanns von Zehmen. Die niedere Gerichtsbarkeit wurde zum 1. Januar 1855 aufgehoben. Die Lehn- und Handelsbücher des Patrimonialgerichts, die 1751 beginnen und bis 1861 fortgeführt worden sind, befinden sich im Bestand Reußisches Amtsgericht Gera. Weitere Akten zum Patrimonialgericht Zschippach und dem Rittergut befinden sich im Staatsarchiv Greiz. Das Herrenhaus wurde nach einem Brand 1890 im Stil der Zeit durch einen Neubau ersetzt (Bahnwärterhaus). Von 1905 bis 1925 wurden auf dem Rittergut Zschippach durch die Reußengrube, Erdfarben- & Verblendsteinfabrik AG, Cretzschwitz Lehm, Ton, Sand, Kehle und Steine in einem kleineren Tagebau abgebaut. Die Rohstoffe wurden mit der Eisenbahn in das Dachziegelwerk bei Cretzschwitz geliefert und dort verarbeitet. Die Weimarer Reichsverfassung, Artikel 155 von 1919 bestimmte, dass Fideikommisse aufzulösen sind. Im Fall Zschippach geschah dies 1925. Moritz-Bastian von Zehmen verkaufte das Gut ca. 1934. Im Zuge der Bodenreform wurde das Rittergut nach 1945 abgetragen. Im Weiteren befanden sich in Zschippach die 3 Mühlen Knappenmühle (am Ortsrand bis 1599, zum Rittergut gehörend), Zoitsmühle (am Südende des Ortes) und die Fuchsmühle (spätere Seidelsmühle). Der Ort besaß von 1901 bis 1969 einen Anschluss an die Gera-Meuselwitz-Wuitzer Eisenbahn. Von Schwaara bis Zschippach und vom ehemaligen Haltepunkt Zschippach (Brahmenau Süd) bis Brahmenau ist die Trasse noch vorhanden und als Wanderweg nutzbar.

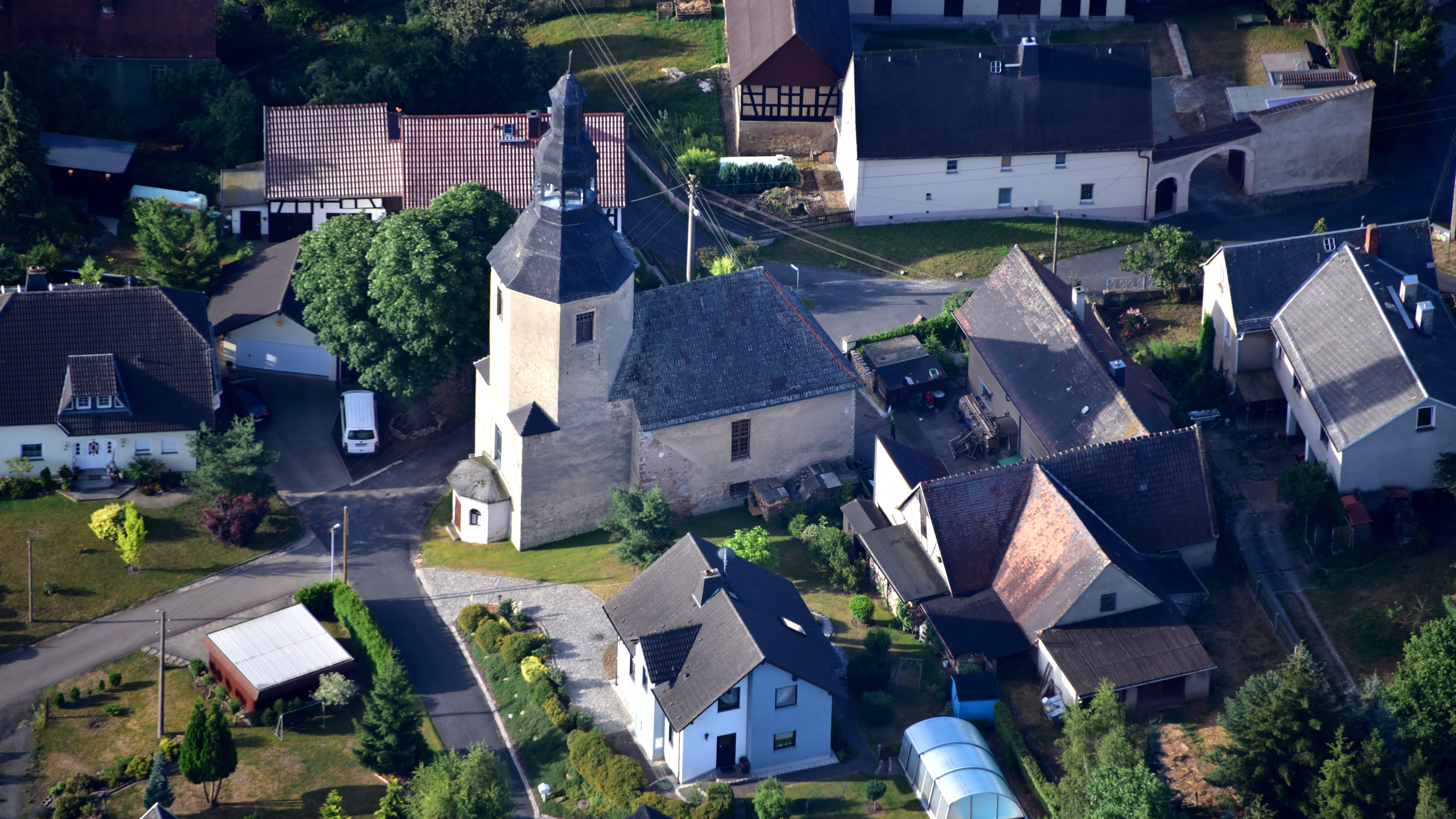
Kirche in Zschippach, Luftaufnahme (2018)

## Verkehrsanbindung
Zschippach liegt an der L 1079 vor dem Ortseingang von Brahmenau. Westlich führt die Bundesstraße 2 vorbei. In unmittelbarer Nähe befindet sich die A 4 (Dresden-Erfurt) mit der Autobahnanbindung Ausfahrt 58b Gera.
Den ÖPNV sichert die RVG Regionalverkehr Gera/Land. Mit der Linie 208 ist Zschippach von Montag bis Sonntag im Zweistundentakt an Gera angebunden.